# کوتا کینابالو
کوتا کینبالو (نام پیشین: جـِسِلتون) مرکز ایالت صباح در مالزی خاوری است.

## جمعیت
جمعیت شهر کوتا کینابالو بر پایهٔ سرشماری سال ۲۰۰۰م ۳۵۴٬۱۵۳ نفر بود. در همان سال جمعیت شهر و حومهٔ به‌هم‌پیوستهٔ آن یعنی منطقهٔ کلانشهری کوتا کینابالو ۹۰۰٬۰۰۰ نفر برآورد شده است.

## جغرافیا
این شهر در جزیرهٔ بورنئو قرار دارد و مرکز ناحیهٔ کرانهٔ باختری صباح نیز بشمار می‌آید.
کوتا کینابالو از یک سو رو به دریای جنوبی چین و بوستان تونکو عبدالرحمان دارد و از سوی دیگر به دامنه‌های کوه سربه‌فلک‌کشیدهٔ کینابالو می‌رسد. این ناحیهٔ کلان‌شهری کیلومترها در راستای ساحل ادامه دارد.

## تاریخچه
در پایان دههٔ ۱۸۰۰ شرکت بریتانیایی بورنئو شمالی به استقرار مستمعمره‌نشین‌هایی در سراسر بورنئو شمالی (صباح امروزی) علاقه‌مند شد.
یکی از این مستعمره‌نشین‌ها در ده ماهیگیری آپی-آپی (نام آن به معنی «آتش-آتش» است) ساخته شد و به نام رئیس شرکت، چارلز جسل، جسلتون (Jesselton) نام گرفت. جسلتون که پایانهٔ راه‌آهن بورنئوی شمالی بود بعدها کوتا کینابالو نام گرفت.

## نگاره‌ها

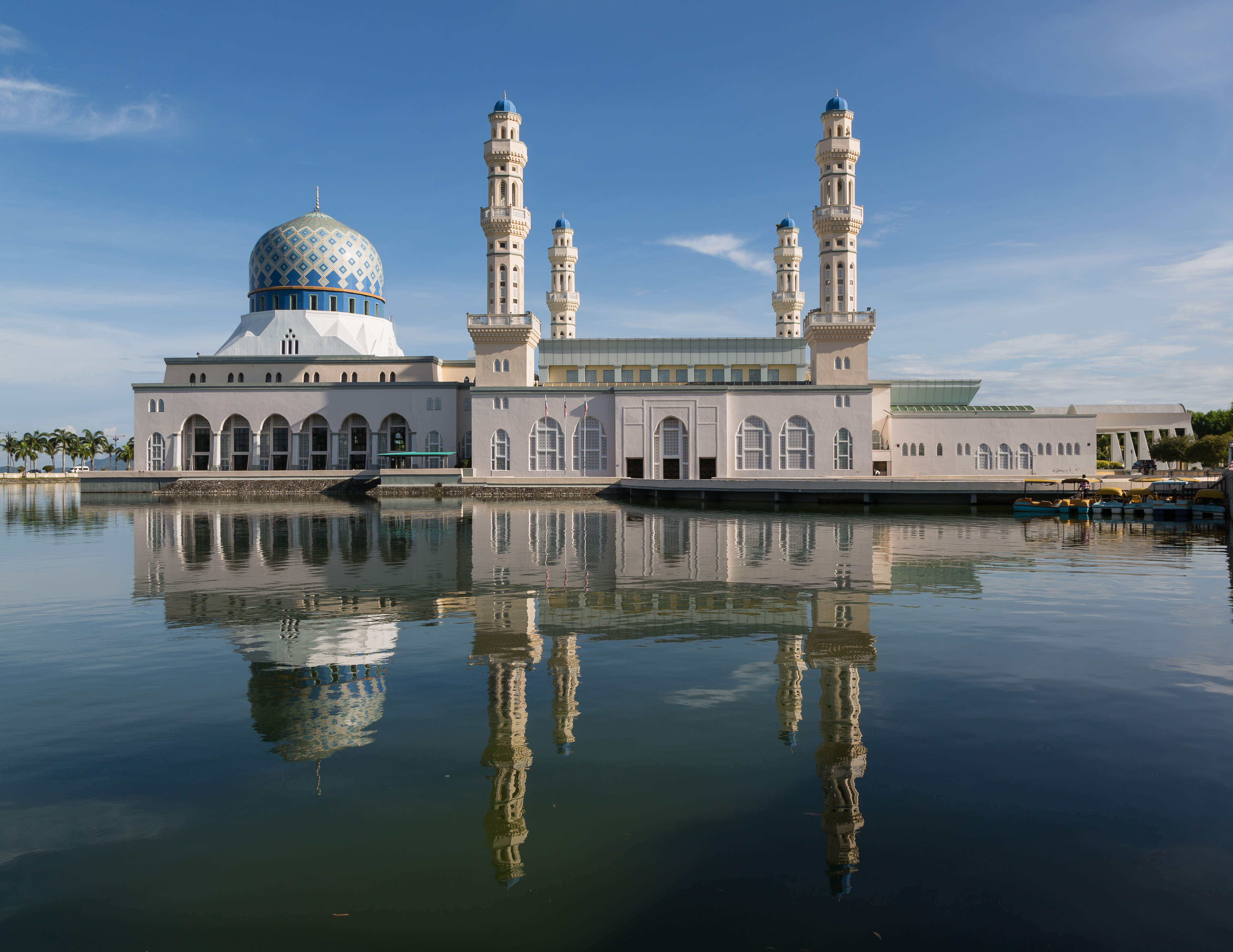
مسجد شهر
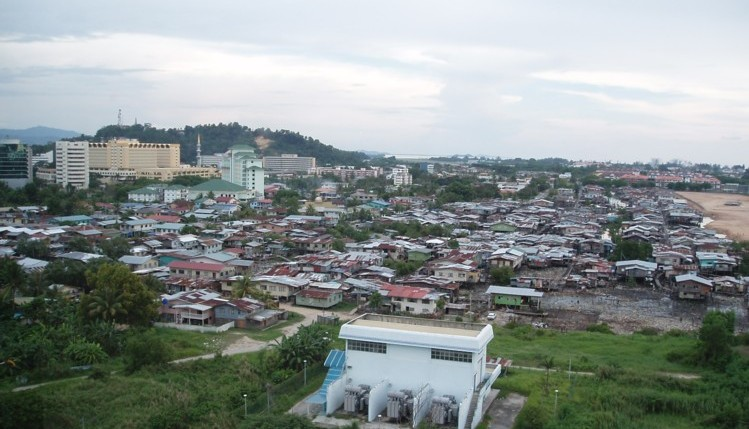
روستایی ساخته بر روی تیرهای چوبی در کوتا کینابالوی جنوبی
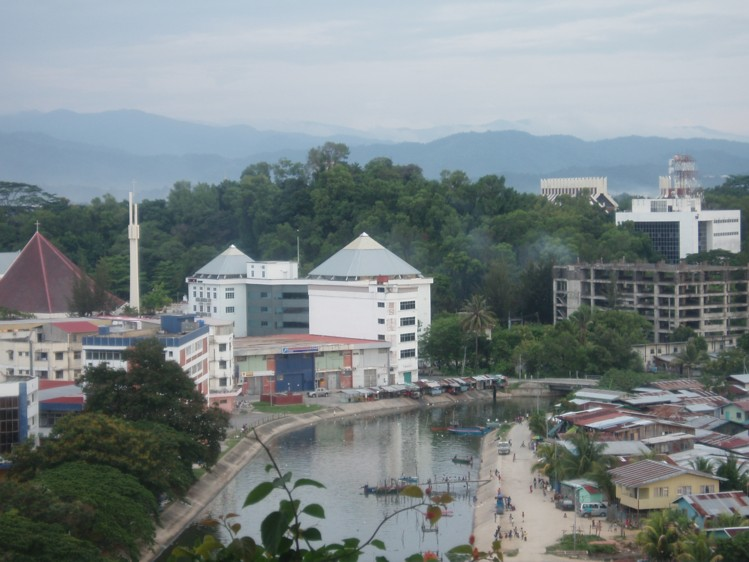
کوتا کینابالوی جنوبی

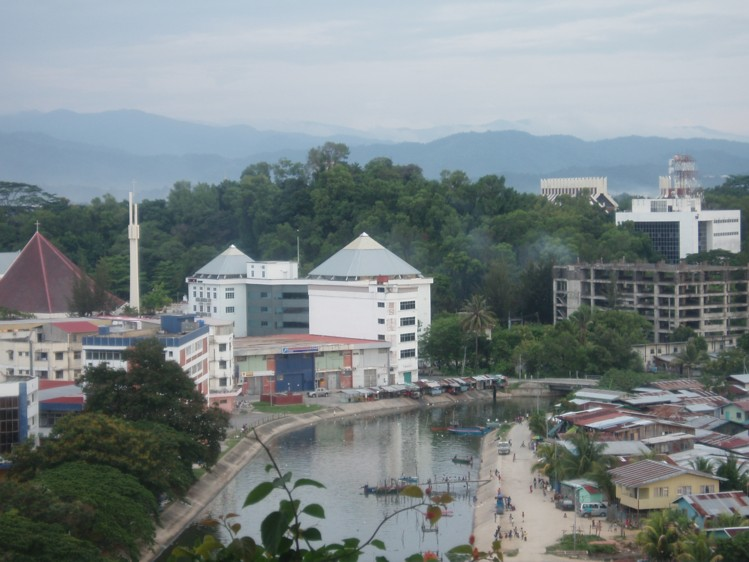
کوتا کینابالوی جنوبی